# Haut Conseil de Hollande, Zélande et Frise occidentale
 (septembre 2023).
La mise en forme du texte ne suit pas les recommandations de Wikipédia : il faut le « wikifier ».
Les points d'amélioration suivants sont les cas les plus fréquents. Le détail des points à revoir est peut-être précisé sur la page de discussion.
- Les titres sont pré-formatés par le logiciel. Ils ne sont ni en capitales, ni en gras.
- Le texte ne doit pas être écrit en capitales (les noms de famille non plus), ni en gras, ni en italique, ni en « petit »…
- Le gras n'est utilisé que pour surligner le titre de l'article dans l'introduction, une seule fois.
- L'italique est rarement utilisé : mots en langue étrangère, titres d'œuvres, noms de bateaux, etc.
- Les citations ne sont pas en italique mais en corps de texte normal. Elles sont entourées par des guillemets français : « et ».
- Les listes à puces sont à éviter, des paragraphes rédigés étant largement préférés. Les tableaux sont à réserver à la présentation de données structurées (résultats, etc.).
- Les appels de note de bas de page (petits chiffres en exposant, introduits par l'outil «  Source ») sont à placer entre la fin de phrase et le point final[comme ça].
- Les liens internes (vers d'autres articles de Wikipédia) sont à choisir avec parcimonie. Créez des liens vers des articles approfondissant le sujet. Les termes génériques sans rapport avec le sujet sont à éviter, ainsi que les répétitions de liens vers un même terme.
- Les liens externes sont à placer uniquement dans une section « Liens externes », à la fin de l'article. Ces liens sont à choisir avec parcimonie suivant les règles définies. Si un lien sert de source à l'article, son insertion dans le texte est à faire par les notes de bas de page.
- La présentation des références doit suivre les conventions bibliographiques. Il est recommandé d'utiliser les modèles {{Ouvrage}}, {{Chapitre}}, {{Article}}, {{Lien web}} et/ou {{Bibliographie}}. Le mode d'édition visuel peut mettre en forme automatiquement les références.
- Insérer une infobox (cadre d'informations à droite) n'est pas obligatoire pour parachever la mise en page.

Pour une aide détaillée, merci de consulter Aide:Wikification.
Si vous pensez que ces points ont été résolus, vous pouvez retirer ce bandeau et améliorer la mise en forme d'un autre article.

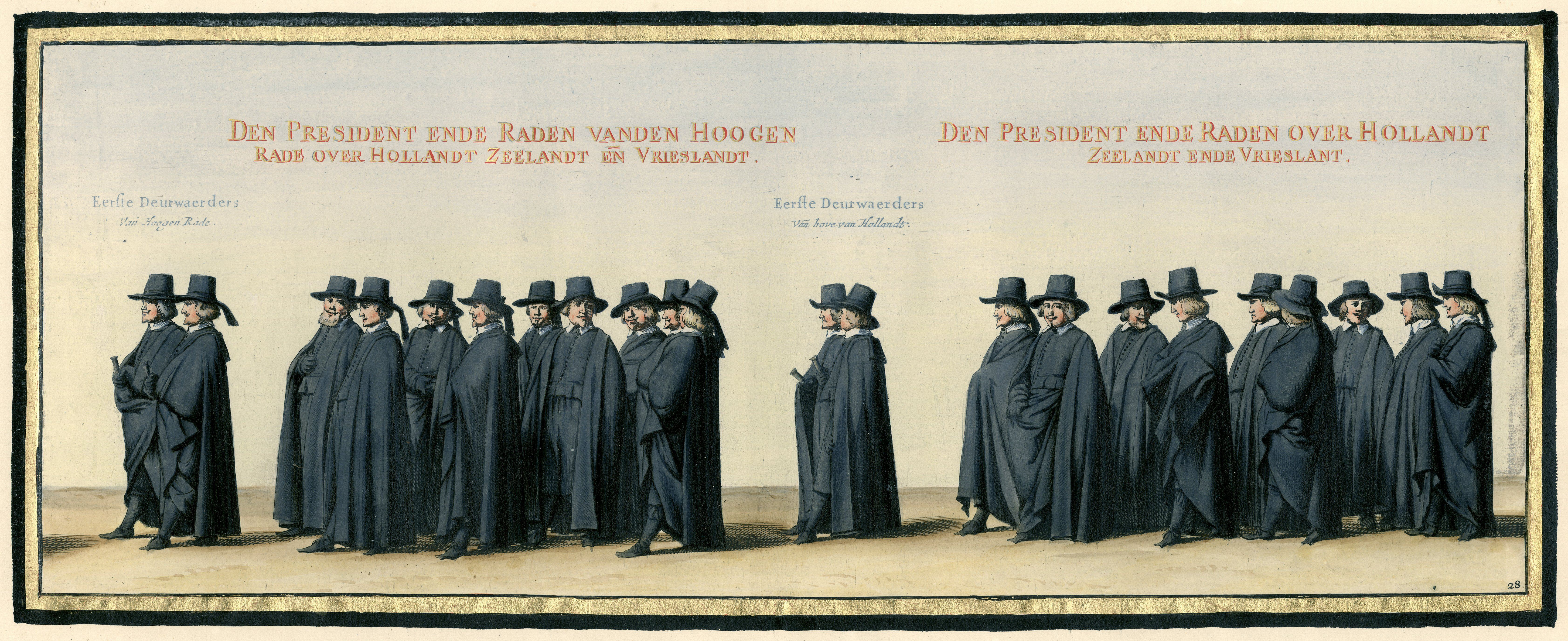
Le cortège funèbre de Frédéric-Henri, planche n° 28. Begraeffenisse van syne hoogheyt Frederick Henrick. Édition de luxe en couleurs des gravures du cortège funèbre de Frédéric-Henri en 1647 (titre de la série). Description : Estampe colorée encadrée d’un ornement doré, insérée dans l’édition de luxe datant d’environ 1755 du livre Begraeffenisse van syne hoogheyt Frederick Henrick de Pieter Post, publié à Amsterdam en 1651.
Institution représentée : Le Conseil supérieur de Hollande, Zélande et Frise-Occidentale.

Le Haut Conseil de Hollande, de Zélande et de Frise occidentale (en néerlandais : Hoge Raad van Holland, Zeeland en West-Friesland), était le plus haut tribunal de ces provinces à partir de 1581.
La recherche de l'unité du pouvoir judiciaire sous un tribunal suprême aux Pays-Bas avait conduit à la création du Grand Conseil de Malines au XVe siècle. Mais l'unité des Pays-Bas bourguignons (les Dix-Sept Provinces des Pays-Bas) a cessé lorsque des provinces du nord, en 1581, n'ont plus reconnu le roi d'Espagne Philippe II comme souverain, par le solennel acte d'abjuration de La Haye (acte van Verlatinghe).
Les provinces du nord (appelées plus tard les Sept Provinces-Unies) ont également affirmé leur indépendance judiciaire. En principe, chaque province avait un tribunal suprême, la Cour. L'intention était de créer son propre tribunal supraprovincial, un Haut Conseil, pour succéder au Grand Conseil de Malines. 
Cela s'est effectivement produit en 1582, mais les seules provinces qui ont reconnu ce Haut Conseil étaient la Hollande et en 1587 la Zélande ; les autres ont préféré rester autonomes à cet égard et ont organisé une révision d'une manière différente. 
Les membres du Haut Conseil ont été nommés en partie par les États de Hollande et de Frise occidentale et en partie par les États de Zélande. Son membre le plus célèbre est Cornelis van Bijnkershoek (1673 - 1743 ), conseiller à partir de 1704 et président de 1723 jusqu'à sa mort. Certains conseillers ont pris des notes des affaires portées devant le Haut Conseil (par exemple Pieter Ockers, conseiller de 1669 à 1678), mais celles de Van Bijnkershoek sont les plus connues. Elles donnent une bonne idée de la manière dont les décisions étaient prises au sein du Haut Conseil et de la manière dont le droit romain et le droit positif hollandais étaient appliqués côte à côte. Après sa mort, Willem Pauw poursuivit ces notes jusqu'en 1787.
Le Haut Conseil a continué d'exister jusqu'en 1795, date à laquelle la République batave a été proclamée.
Bien que le plus haut tribunal des Pays-Bas soit également appelé Haut Conseil depuis 1838 et qu'il y ait eu une Cour suprême entre-temps à partir de 1806, on ne peut parler de continuité avec le Haut Conseil de Hollande et de Zélande qu'avec difficulté. C'était le plus haut tribunal de seulement deux provinces et il était également en partie juge des faits. L'actuel Haut Conseil des Pays-Bas (Hoge Raad der Nederlanden) est une cour de cassation qui ne se prononce pas sur les faits d'une affaire, mais sur l'application du droit.